# 阿品东站
阿品東站（日语：／ Ajina-higashi eki */?）是一個位於廣島縣廿日市市阿品一丁目，屬於廣島電鐵宮島線的鐵路車站。

## 相鄰車站
廣島電鐵
宮島線
地御前（M36）－阿品東（M37）－廣電阿品（M38）